# Lijst van voetbalinterlands Australië - Zimbabwe
Deze lijst van voetbalinterlands is een overzicht van alle officiële voetbalwedstrijden tussen de nationale teams van Australië en Zimbabwe. De landen hebben tot op heden drie keer tegen elkaar gespeeld. De eerste wedstrijd, een kwalificatiewedstrijd voor het Wereldkampioenschap voetbal 1970, vond plaats op 23 november 1969 in Lourenço Marques (Mozambique). Het laatste duel, een beslissingswedstrijd in dezelfde kwalificatiereeks, werd ook gespeeld in Lourenço Marques, op 1 december 1969.

## Wedstrijden
| № | Plaats           | Datum            | Competitie           | Wedstrijd            | Uitslag |
| - | ---------------- | ---------------- | -------------------- | -------------------- | ------- |
| 1 | Lourenço Marques | 23 november 1969 | WK 1970 kwalificatie | Rhodesië − Australië | 1 − 1   |
| 2 | Lourenço Marques | 27 november 1969 | WK 1970 kwalificatie | Australië − Rhodesië | 0 − 0   |
| 3 | Lourenço Marques | 1 december 1969  | WK 1970 kwalificatie | Australië − Rhodesië | 3 − 1   |

## Samenvatting
| Competitie      | Totaal gespeeld | Winst Australië | Gelijk | Winst Zimbabwe | Doelsaldo Australië – Zimbabwe |
| --------------- | --------------- | --------------- | ------ | -------------- | ------------------------------ |
| WK-kwalificatie | 3               | 1               | 2      | 0              | 4 − 2                          |
| Totaal          | 3               | 1               | 2      | 0              | 4 – 2                          |

Wedstrijden bepaald door strafschoppen worden, in lijn met de FIFA, als een gelijkspel gerekend.